# 肯辛顿体系

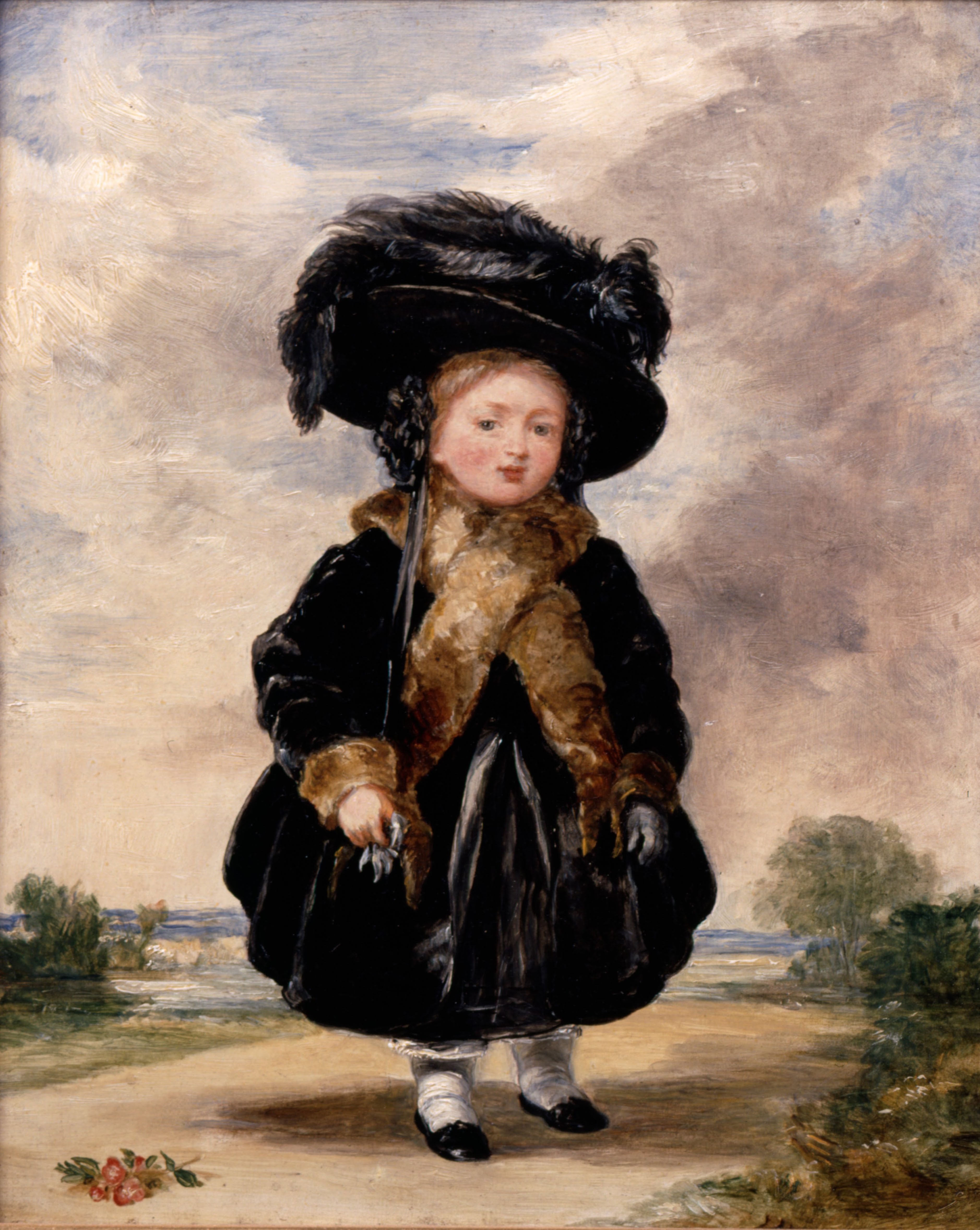
四岁时的维多利亚公主

肯辛顿体系或肯辛顿系统（英語：Kensington System）是指针对根德公爵之女，即未来的维多利亚女王的养育问题所制定的一系列严格而又详尽的规定准则，由公爵夫人维多利亚公主以及她的侍从约翰·康罗伊爵士所设计。其名称来自于英国伦敦的肯辛顿宫，该宫同时也是公爵夫人等人在维多利亚女王加冕以前的住所。

## 运用
制定该体系的主要目的在于使年轻的维多利亚公主变得性格软弱且具有依赖性，从而尽可能减少她对汉诺威王室中那些反对她母亲和康罗伊爵士的其他亲戚产生亲赖感的可能性。历史上年少时期的维多利亚从未被允许与她的母亲、导师或家庭教师（莱森男爵夫人和诺森伯兰公爵夫人）分开。当时维多利亚公主与其他孩子几乎完全保持隔离，而公爵夫人和康罗伊爵士则严格监控并记录了她的一举一动，同时完全控制了可被允许与公主见面的人选。
生活在该体系下的维多利亚公主在生活自由上相当受限，而各种监视则无处不在：小公主不准独自睡觉，不准与其他女孩玩耍，甚至不准在没有别人牵手的情况下独自下楼。每天她都必须在“行为记录簿”上记录自己的行为好坏。
维多利亚在青春时期只有两个玩伴：同母异父的妹妹莱宁根的费奥多拉公主和康罗伊爵士的女儿维克多丽。在她年少时的所有旅行中，仅有为数不多是在王宫之外的，这其中两次为看望舅舅，也就是比利时國王利奥波德一世而前往克莱蒙特宫的探访极大地影响了维多利亚对该体系的看法。当维多利亚被最终确定为王位的继承人时，肯辛顿体系的支持者曾试图通过一连串的威胁和恐吓来诱使维多利亚任命康罗伊公爵为她的私人秘书和财务主管，但这些尝试最终无济于事。
维多利亚自五岁起就开始接受教育。她的第一任教师，切斯特教长乔治·戴维斯牧师，教授她宗教经典。而肯特公爵夫人则会在每节课后亲自培育她的女儿。八岁时，维多利亚开始向莱森男爵夫人学习礼仪、阅读和写作。她学习了希腊语、拉丁语、意大利语、法语和德语。肯特公爵夫人为维多利亚的教育制定了严格的日常时间表。上午的课程从9:30起准时开始，直至11:30休息。下午3:00后继续上课，一直持续到5:00。
肯辛顿体系得到了维多利亚女王同母异父的兄弟、莱宁根第三亲王卡尔的认可，后者支持其母亲摄政的愿望。1841年，当维多利亚公主成为女王并对该体系表示不满后，卡尔曾在他的著作《约翰·康罗伊爵士指导下的肯辛顿政策全史》（A Complete History of the Policy Followed at Kensington, Under Sir John Conroy's Guidance）中为其辩护。

## 后续
该体系最终彻底失败，且产生了惊人的反效果。维多利亚公主因为该体系而越来越憎恨自己的母亲、康罗伊公爵、以及她母亲的女官（弗洛拉·黑斯廷斯夫人）。在维多利亚于自己18岁生日的四周后完成即位之时（她独自收到了国王去世的消息），她提出了两个要求：一是允许她独处一小时（这是该体系从未允许的行为）；二是将她的床从她母亲的房间里搬走，以表示其母亲以及通过前者来控制她的康罗伊爵士对自己的影响亦将终止。事实上，维多利亚即位后随即进行的众多行动之一就是永久禁止康罗伊进入她的房间。
此后，维多利亚在短暂的约会之后便于1840年与阿尔伯特亲王结婚，因而不再需要按照惯例与母亲同住。婚礼结束时，她只与公爵夫人握手并很快将母亲赶出了宫殿。之后她很少去看望母亲并一直对其保持冷淡而疏远的态度，这种状况一直持续到了维多利亚的第一个孩子出生。